# Dilema de la vagoneta
El dilema de la vagoneta o dilema del tramvia és un experiment mental ideat per validar o refutar la legitimitat de l'ètica de l'utilitarisme. Va ser plantejat per primer cop per la filòsofa Philippa Foot però ha estat analitzat per diversos filòsofs contemporanis.

## Argument
El dilema presenta una versió inicial i una variant. La versió inicial es pot formular així:
"Hi ha una vagoneta sense control avançant per una via on hi ha lligades cinc persones que moriran si els passa per sobre. L'espectador pot desviar la vagoneta a una via secundària, però llavors morirà una altra persona que està allà lligada. Hauria de fer-ho?"
La variant de l'home gras es formula d'aquesta forma:
"La vagoneta matarà les cinc persones a la via però l'única forma d'evitar-ho és llançar una persona grassa que s'ho està mirant des d'un pont amb l'espectador. Aquest espectador hauria de llençar la persona grassa, cosa que la mataria, per poder salvar la resta?"

## Posicions filosòfiques
Les posicions filosòfiques en relació al dilema de la vagoneta es podrien emmarcar dins del que es coneix com a ètica normativa.
La posició deontològica, una de les tres branques de l'ètica normativa, defensa el deure pel deure. El seu màxim representant fou Immanuel Kant (1724-1804), que creia que hi havia una llei moral universal donada per la raó dels éssers humans, sense importar el temps o la regió de l'ésser. Per a un deontològic, la moral està per sobre de les possibles conseqüències i de la felicitat. En aquest punt, però, s'ha de definir quin és el deure concret en cada cas perquè, en relació amb el dilema del tramvia, trobem que tant es podria considerar un deure respectar que una persona no està en perill directe de ser atropellada o empesa a la via, com que cinc persones mereixen viure més que una de sola.
El conseqüencialisme o utilitarisme, en canvi, es basa únicament en si les conseqüències dels actes són positives o no. Si ho són, l'acte és moral. Les decisions correctes són les que proporcionen més felicitat a un nombre més elevat de persones. Aquesta posició neix amb Jeremy Bentham i és desenvolupada per John Stuart Mill. Un detall fonamental a tenir en compte és que, com el mateix Mill estableix, l'utilitarisme no implica egoisme. En certes circumstàncies, per a aconseguir la major quantitat de felicitat entre la major quantitat de gent possible, caldrà renunciar a la pròpia felicitat. En relació amb el dilema del tramvia, aquesta és la posició que escull la majoria de gent en qüestionar-se la primera pregunta (el fet d'accionar la palanca perquè mori el menor nombre de gent possible), però Judith Jarvis Thomson, posterior estudiosa del dilema, va idear la variant de l'home gras per demostrar que les nostres “intuïcions utilitàries” no són del tot fiables perquè, en aquesta segona pregunta, la major part de la gent decideix no matar una persona en detriment de cinc tot i que, segons la posició utilitarista, en ambdós casos l'espectador ha d'actuar desviant o aturant la vagoneta, perquè sempre és preferible salvar cinc vides que una, seguint el principi moral essencial. Aquests respostes són consistents en individus de diferents edats i cultures, segons l'enquesta de John Mikhail.
Finalment trobem l'ètica de la virtut o ètica de les virtuts, la vessant que defensa la creadora del dilema de la vagoneta, Philippa Foot, i que propugna que els actes morals ho són quan serveixen per a conduir l'home cap al virtuosisme o en són un resultat. El que converteix una acció en correcta és l'honorabilitat de les motivacions. Els seus primers representants, ja a l'antiga Grècia, foren Sòcrates, Plató i Aristòtil. Però en aquest cas encara diversos filòsofs debaten sobre quins actes considerem virtuosos.
Per a altres teòrics l'espectador no hauria d'actuar en cap dels dos casos, ja que en tots dos estaria matant directament una persona, fos directament o mitjançant la vagoneta, mentre que la situació inicial no és obra seva i, segons aquest corrent, és pitjor obrar malament per acció que per omissió; posició negada pels utilitaristes, que miren la finalitat de l'acció i entenen la manca d'acció com una elecció.

## Relació del dilema amb la tecnologia i altres problemes moderns
Una aplicació moderna de la qual no s'acostuma a parlar de l'ètica és la tecnologia bèl·lica. Molts filòsofs han considerat la tecnologia com una barrera entre l'acte i el resultat, una intermediació. Aquesta posició que filòsofs com, per exemple, Bernard Williams, han defensat en l'actualitat és que la tecnologia permet, a l'hora de prendre decisions ètiques, utilitzar la “lògica”, l'utilitarisme, triant sempre l'opció del mal menor, ja que el resultat no es percep tan pròxim com en el cas de realitzar l'acció directament. Aquesta posició respon, doncs, en referència al dilema de la vagoneta, al gran nombre de persones que en la primera pregunta decidirien atropellar una persona en lloc de cinc, ja que tan sols cal accionar una palanca, tot i que en la segona no s'acostarien a l'home que voreja la via.
Aquest fet es veu cada vegada més en la tecnologia de drones, on s'arriba a la separació extrema entre l'acte i la conseqüència i on la psicologia i la neurociència estan investigant intensament. La persona o el grup atacat queda deshumanitzat en la guerra, no se li posa cara i a vegades ni tan sols categoria d'humà.
S'han creat noves tècniques per utilitzar la consciència humana en aquests casos de tecnologia bèl·lica i s'usen dilemes com el del tramvia per classificar les respostes “estàndard” de la gent, avaluar-les en grans quantitats i introduir-les en el desenvolupament d'intel·ligències artificials. Un dels altres casos on s'utilitzen aquestes tècniques és la indústria de vehicles autònoms, no tripulats, ja que es poden donar situacions on la màquina hagi de prendre decisions humanes a l'hora d'escollir el mal menor.
Una de les tècniques que s'efectuen és l'anàlisi de la coherència de valors, que estudia el comportament dels homes dins d'organitzacions o del context polític i investiga fins a quin punt els valors declarats de l'individu es distorsionen en situacions extremes i complexes.
A més, una de les altres utilitats que hi ha en l'aplicació pràctica de l'ètica és la realització de protocols que estableixin de forma estandarditzada les decisions que s'han de prendre en casos genèrics. Els que han de fer tasques de decisió sobre vides humanes sense informació agraeixen enormement que hi hagi aquests protocols que intenten ser el més justos possible. Com a exemple, trobem els soldats al camp de batalla, que poden resoldre dilemes a través de normes d'enfrontament, així com els metges, que responen segons el Codi Internacional d'Ètica Mèdica, o els dirigents davant de catàstrofes.